# 邁爾亞馬

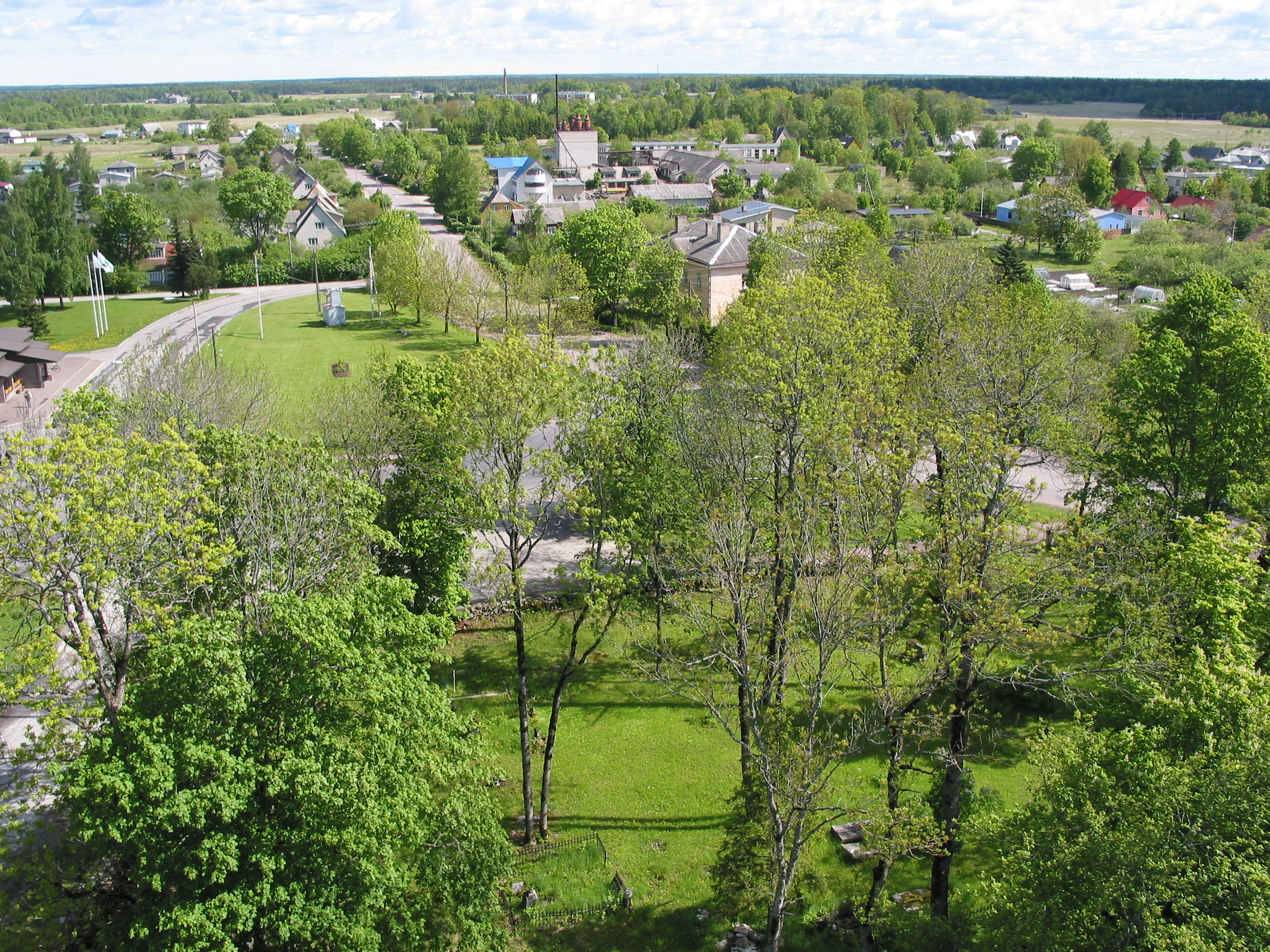
邁爾亞馬城镇风光

邁爾亞馬是愛沙尼亞拉普拉縣邁爾亞馬市鎮的集鎮及行政中心，位於該國西部，處於首都塔林以南60公里，海拔高度46米，2014年該集鎮人口3,063。